# Betzenstein
Betzenstein (pronunciación en alemán: /ˈbɛt͡sn̩ˌʃtaɪ̯n/ⓘ) es un municipio situado en el distrito de Bayreuth, en el estado federado de Baviera (Alemania), con una población a finales de 2016 de unos 2485 habitantes.
Se encuentra ubicado al norte del estado, en la región administrativa de Alta Franconia, al sur de la región conocida como la Suiza Francona.